# Biondia hemsleyana
Biondia hemsleyana är en oleanderväxtart som först beskrevs av Warburg, och fick sitt nu gällande namn av Ying Tsiang. Biondia hemsleyana ingår i släktet Biondia och familjen oleanderväxter. Inga underarter finns listade i Catalogue of Life.